# Dimenziómentes mennyiség
A dimenzióanalízisben a dimenziómentes mennyiség vagy 1 dimenziójú mennyiség olyan mennyiség, melyhez nem társul fizikai dimenzió. Ennél fogva tehát ez csak egy „egyszerű szám”, a dimenziója mindig 1.  A dimenziómentes mennyiségek széles körben használatosak a matematikában, fizikában, mérnöki és gazdaságtudományban, valamint a mindennapi életben (pl.: számlálás). Számos jól ismert mennyiség, úgymint: π, e, és φ, dimenzió nélküli. Ezzel ellentétben a nem dimenziómentes mennyiségeket hosszúság-, terület-, idő-, stb. egységekben mérjük.
A dimenziómentes mennyiségeket gyakran nem dimenziómentes mennyiségek szorzataként, vagy hányadosaként definiáljuk, melyek dimenziója a művelet során kiesik. Ez a helyzet például a deformáció mértékének esetében, melyet a hosszúságváltozás és az eredeti hossz hányadosaként definiálunk. Mivel mindkét mennyiség dimenziója L (hosszúság, az angol length szóból), az eredmény dimenziómentes mennyiség lesz.

## Tulajdonságok
- Bár a dimenziómentes mennyiségekhez nem társul fizikai dimenzió, dimenziómentes mértékegységük azért lehet. A mért mennyiség közlése érdekében néha hasznos ugyanazt a mértékegységet írni a számlálóba és a nevezőbe, pl.: kg/kg a tömegtört, mol/mol a móltört esetében. Egy mennyiség megadható két különböző mértékegység hányadosával is, melyeknek ugyanakkor a dimenziója azonos (például fényév/méter). Ez az eset áll fenn görbék meredekségének számításakor, vagy mértékegységek átváltásakor. Ez azonban kizárólag jelölésbeli megállapodás, ami nem jelenti semmiféle fizikai dimenzió meglétét. Ilyen dimenziómentes egység a % (= 0.01),  ‰ (= 0.001), ppm (= 10−6), ppb (= 10−9), ppt (= 10−12), a szögegységek (fok, radián, gradián), vagy a tucat.
- Két azonos dimenziójú mennyiség hányadosa dimenziómentes, és értéke állandó, függetlenül attól, hogy milyen mértékegységgel számolunk. Ha például egy A test F erővel hat egy B testre, B test pedig f erővel hat A testre, akkor az F/f hányados mindig 1-gyel egyenlő, bármi legyen is F és f mértékegysége. Ez a dimenziómentes arányok alapvető tulajdonsága, mely abból a feltételezésből következik, hogy a fizikai törvények függetlenek a kifejezésükre használt mértékegységrendszertől. Jelen esetben, ha az F/f arány nem lenne mindig 1, hanem értéke megváltozna, ha SI helyett CGS-ben számolnánk, az azt jelentené, hogy Newton harmadik törvényének érvényessége attól függ, milyen mértékegységrendszert használunk, ami ellentmondana ennek az alapfeltételezésnek. Ez a feltevés az alapja Buckingham Π-tételének. E tétel egyik állítása az, hogy bármely fizikai törvény kifejezhető egy matematikai azonosságként, kizárólag az adott törvénnyel kapcsolatos változók dimenziómentes kombinációinak (szorzatának vagy hányadosának) felhasználásával (pl.: a Boyle–Mariotte-törvény a nyomást és a térfogatot kapcsolja össze, melyek fordítottan arányosak). Ha a dimenziómentes kombinációk értéke megváltozna egy másik mértékegységrendszerben, akkor az egyenlet nem lenne azonosság, és Buckingham tétele nem állna.

## Buckingham-féle Π-tétel
Buckingham Π-tételének másik kijelentése, hogy egy n számú változó közti összefüggés átalakítható n-k független dimenziómentes mennyiség közötti összefüggéssé, ahol k az eredeti összefüggésben előforduló alapmennyiségek száma. A kísérletező számára egyenértékűek mindazok a különböző rendszerek, melyek dimenziómentes mennyiségekkel azonos módon írhatók le.

### Példa
Egy adott formájú keverő teljesítményszükséglete a kevert folyadék sűrűségének és viszkozitásának, valamint a keverő átmérőjének és fordulatszámának függvénye. Példánkban tehát n = 5 változó szerepel.
Ez az n = 5 változó k = 3 dimenzióból épül fel:
- Hosszúság: L (m)
- Idő: T (s)
- Tömeg: M (kg)

A Π-tétel szerint a változók n = 5 száma csökkenthető a dimenziók k = 3 számával, így p = n - k = 5 - 3 = 2 független dimenziómentes számot kapunk, melyek a keverő esetében:
- a Reynolds-szám (a folyadékáramlást leíró dimenziómentes szám)
- a keverési Euler-szám (a keverőt írja le, de a fluidum sűrűségét is tartalmazza; keverési Newton-számnak is nevezik).

## Szabványosítási törekvések
Az International Committee for Weights and Measures (Súly- és Mértékügyi Nemzetközi Bizottság) fontolgatta az 1 egység „uno”-ként való bevezetését, de végül elvetették az ötletet.

## Példák
- Sára azt mondja: „Minden 10 almából amit leszedek, 1 rothadt.” A rothadt/leszedett arány (1 alma) / (10 alma) = 0,1 = 10%, ami egy dimenziómentes mennyiség.
- A síkszög egy arányszám: a szögcsúcs köré írt körvonalból a szög szárai által kimetszett ív hosszának és egy másik hosszúságnak az aránya. A hányados dimenziómentes, ugyanis hosszúság / hosszúság = 1. A radián esetében az ív hosszát a kör sugarához, a fok esetében a kör kerületének 1/360-ad részéhez viszonyítjuk.
- A kör kerületének és átmérőjének hányadosaként kapott π dimenziómentes mennyiség, melynek számértéke állandó, függetlenül attól, milyen egységben mérjük a kerületet és az átmérőt (cm, mérföld, fényév, stb.), de természetesen a kettő mértékegységének meg kell egyezni.

## Néhány fontosabb dimenziómentes szám
| Név             | Jelölés | Definíció |
| --------------- | ------- | --- |
| Archimedes-szám | Ar      | {\displaystyle Ar={\frac {gL^{3}\rho ^{2}}{\eta ^{2}}}{\frac {\rho _{1}-\rho _{2}}{\rho _{2}}}=Ga{\frac {\rho _{1}-\rho _{2}}{\rho _{2}}}} |
| Euler-szám      | Eu      | {\displaystyle Eu={\frac {\Delta p}{\rho v^{2}}}}                                                                                          |
| Froude-szám     | Fr      | {\displaystyle Fr={\frac {v^{2}}{Lg}}} |
| Galilei-szám    | Ga      | {\displaystyle Ga={\frac {gL^{3}\rho ^{2}}{\eta ^{2}}}={\frac {Re^{2}}{Fr}}}                                                               |
| Grashof-szám    | Gr      | {\displaystyle Gr={\frac {gL^{3}\rho ^{2}\beta \Delta T}{\eta ^{2}}}=Ga\beta \Delta T}                                                     |
| Reynolds-szám   | Re      | {\displaystyle Re={\frac {vL\rho }{\eta }}}                                                                                                |
| Weber-szám      | We      | {\displaystyle We={\frac {\rho v^{2}l}{\sigma }}}                                                                                          |
| Nusselt-szám    | Nu      | {\displaystyle Nu={\frac {\alpha L}{\lambda }}}                                                                                            |
| Prandtl-szám    | Pr      | {\displaystyle Pr={\frac {\nu }{a}}={\frac {\eta c_{p}}{\lambda }}}                                                                        |
| Péclet-szám     | Pe      | {\displaystyle Pe={\frac {vL}{a}}=RePr} |
| Stanton-szám    | St      | {\displaystyle St={\frac {\alpha }{v\rho c_{p}}}={\frac {Nu}{RePr}}}                                                                       |
| Fourier-szám    | Fo      | {\displaystyle Fo={\frac {\alpha t}{L^{2}}}}                                                                                               |
| Biot-szám       | Bi      | {\displaystyle Bi={\frac {\alpha L}{\lambda _{s}}}}                                                                                        |
| Rayleigh-szám   | Ra      | {\displaystyle Ra={\frac {\beta \Delta TgL^{3}}{\nu a}}=GrPr}                                                                              |
| Sherwood-szám   | Sh      | {\displaystyle Sh={\frac {\beta _{i}L}{D_{i}}}}                                                                                            |
| Schmidt-szám    | Sc      | {\displaystyle Sc={\frac {\nu }{D_{i}}}}                                                                                                   |
| Lewis-szám      | Le      | {\displaystyle Le={\frac {a}{D_{i}}}={\frac {Sc}{Pr}}}                                                                                     |
| Péclet'-szám    | Pe'     | {\displaystyle Pe'={\frac {vL}{D_{i}}}=ReSc}                                                                                               |
| Stanton-szám    | St'     | {\displaystyle St'={\frac {\beta _{i}}{v}}={\frac {Sh}{ReSc}}}                                                                             |

## Dimenziómentes fizikai állandók
Bizonyos alapvető fizikai állandók, úgymint a fénysebesség vákuumban, a gravitációs állandó, a Planck-állandó és a Boltzmann-állandó értéke 1, ha az idő, hosszúság, tömeg, töltés és hőmérséklet egységeket megfelelően választjuk meg. Eredményül az ún. természetes mértékegységrendszert kapjuk.
- α, a finomszerkezeti állandó, csatolási (kapcsolati) állandó, mely az elektromágneses kölcsönhatás erősségét jellemzi: α ≈ 1/137;
- μ vagy β, a proton-elektron tömegarány, a proton és az elektron nyugalmi tömegének hányadosa: μ ≈ 1836;
- αs, az erős kölcsönhatás csatolási állandója;
- αG, a gravitáció csatolási állandója: αG ≈ 1.75×10−45.

## Fordítás
Ez a szócikk részben vagy egészben  a   Dimensionless quantity című angol Wikipédia-szócikk ezen változatának fordításán alapul.  Az eredeti cikk szerkesztőit annak laptörténete sorolja fel. Ez a jelzés csupán a megfogalmazás eredetét és a szerzői jogokat jelzi, nem szolgál a cikkben szereplő információk forrásmegjelöléseként.